# Nanobubon strictum
Nanobubon strictum là một loài thực vật có hoa trong họ Hoa tán. Loài này được (Spreng.) Magee, A. R. mô tả khoa học đầu tiên năm 2008.